# Camerata Scholarum
Camerata Scholarum – smyczkowy zespół kameralny założony w 1988 roku przez Wojciecha Zdyba, pedagoga Państwowej Szkoły Muzycznej w Kielcach.
W skład grupy wchodzą uczniowie Państwowej Szkoły Muzycznej im. Ludomira Różyckiego w Kielcach i studenci polskich akademii muzycznych. Camerata regularnie koncertuje w kraju i za granicą, nawiązując kontakty międzynarodowe. Orkiestra ma za sobą wiele tournée, m.in. po Anglii, Francji, Szwajcarii, Niemczech, Włoszech, Belgii, Austrii i Węgrzech.
W roku 2007 zespół zdobył Grand Prix na festiwalu w Neerpelt w Belgii. W roku 2008 zespół uzyskał drugie miejsce na międzynarodowym Festiwalu "Youth & Music in Vienna" w Wiedniu.